# إيل كابو دي كابي
إيل كابو دي كابي (مدرب المافيا). (بالفرنسية: Il capo dei capi)‏، هو مسلسل إيطالي في ستة أجزاء، بُث لأول مرة على كانالي 5 الإيطالية، بين أكتوبر ونوفمبر 2007. يروي قصة سالفاتوري رينا، مدرب المافيا من كورليوني، صقلية. أدى شخصية رينا الممثل كلاوديو جوي، والسلسلة كانت بتوجيه ألكسي دو و انزو مونتيليوني. الفيلم مستوحى من كتاب التحقيق جوزيبي دافانزو واتيليو بولزوني، تم بث هذه السلسلة في المملكة المتحدة في ربيع 2013 على قناة سكاي الفنون، والتي سميت كورليوني ومقسمة إلى 12 حلقة مدة ساعة واحدة.

## روابط خارجية
- إيل كابو دي كابي على موقع IMDb (الإنجليزية)
- إيل كابو دي كابي على موقع ليتربوكسد (الإنجليزية)
- إيل كابو دي كابي على موقع كينوبويسك (الروسية)
- إيل كابو دي كابي على موقع ألو سيني (الفرنسية)
- إيل كابو دي كابي على موقع قاعدة بيانات الفيلم (الإنجليزية)